# Peter von Carnap (Politiker, 1696)
Peter von Carnap (* April 1696 in Elberfeld (heute Stadtteil von Wuppertal); † Januar 1760 ebenda) war Bürgermeister von Elberfeld.
Peter von Carnap war Sohn seines gleichnamigen Vaters Peter von Carnap (1669–1736), der 1722 Bürgermeister gewesen war und dessen Frau Susanna Teschemacher (1670–1744), der Enkelin des Bürgermeisters von 1616, Johannes Teschemacher († 1625). Getauft wurde Sohn Peter am 15. April 1696 in Elberfeld. Er war später ein vermögender Kaufmann und heiratete am 16. Mai 1732 Maria Magdalena Teschemacher (1701–1751), die Tochter von Gerhard Werner Teschemacher (1666–1740), den Bürgermeister von 1722. Nach dem Tod von Maria Magdalena Teschemacher, mit der Peter von Carnap keine Kinder hatte, heiratete er im November 1752 eine entfernte Verwandte von ihr, Anna Sara Teschemacher (1699–1775), mit der er ebenfalls keine Kinder bekam.
Peter von Carnap wurde 1738 Gemeinsmann und im Jahr darauf Bürgermeister. Auf der Vorschlagsliste waren vier Namen, von denen drei mit ehemaligen Bürgermeistern verwandt waren. Peter konnte sich letztendlich durchsetzen, da die Wähler einem kinderlosen, dafür aber vermögenden Kaufmann, am ehesten zutrauten sich genügend um die Amtsgeschäfte zu kümmern. Im Jahr darauf wurde von Carnap Stadtrichter und in den Jahren 1741, 1742 und 1744 Ratsmitglied. Nach einigen Jahren ließ er sich 1750 und 1753 nochmals zum Bürgermeister vorschlagen, konnte sich aber nicht gegen die jeweiligen Kandidaten durchsetzen. Im Jahr 1756 war er nochmals Ratsmitglied. Er starb Anfang 1760, die Beerdigung fand am 24. Januar statt.